# Zamek Piastowski w Jaworze
Zamek w Jaworze – eklektyczny, wielokrotnie przebudowywany piastowski zamek książęcy w Jaworze na Dolnym Śląsku zbudowany pierwotnie w średniowieczu. Zachowany zamek kryje w swych murach ślady pierwotnej zabudowy. Kompleks zamkowy ma powierzchnię użytkową 6072 m kw. i kubaturę 18500 m sześciennych .

## Historia
Początkiem zamku była wieża obronno-mieszkalna, którą otaczał wał i fosa. Powstanie wieży to czas przed rokiem 1224, wtedy to w imieniu Henryka Brodatego - władcy Śląska, urząd Kasztelana (comes castellanus) z siedzibą w Jaworze pełnił wspomniany właśnie pod tą datą Radosław z Bolesławca.
Po roku 1274 w którym powstało księstwo jaworskie, zamek stał się książęcą rezydencją i z tym faktem łączy się jego rozbudowę w latach późniejszych. W warowni rezydował Bernard Zwinny - brat Bolka I i jednocześnie współwładca księstwa jaworskiego.
Bolko I pod koniec swojego panowania zabezpieczając stołeczne miasto Jawor od zagrożenia czeskiego otoczył je murami obronnymi, wtedy zamek ufortyfikowano kamieniem zastępując drewniano-ziemne umocnienia. W średniowieczu był siedzibą piastowskiego rodu książąt jaworsko-świdnickich aż do śmierci Bolka II Małego w 1368 .
Do 1392 roku zamek znajdował się w posiadaniu księżnej Agnieszki, po której Jawor przejęli starostowie królów czeskich. W 1490 r. gościł tutaj król czeski Władysław Jagiellończyk, a niespełna 200 lat później Marysieńka Sobieska. Wielokrotnie przebudowywany i odbudowywany w XV i XVI wieku po zniszczeniach (np. z wojny trzydziestoletniej) stracił swój wygląd średniowiecznej warowni .

## Więzienie
Od czasu wojen śląskich, kiedy Śląsk został zajęty przez Prusy aż do 1956 roku zamek pełnił rolę więzienia. W roku 1751 przebudowano wieżę zegarową, która pełniła funkcje dozorujące więzienie. W 1946 roku na zamku dokonano egzekucji Czesława Waranki i Jana Kruka za zabójstwo starosty Adama Bystry-Bykowskiego.

## Obecnie
W roku 2006 zarejestrowano Stowarzyszenie Zamek Piastowski w Jaworze mające działać m.in. w obszarze ochrona dóbr kultury.